# Krasna (Tjatschiw)
Krasna (ukrainisch und russisch Красна, slowakisch Krasná, Krasnišora, ungarisch Tarackraszna) ist ein Dorf im Osten der ukrainischen Oblast Transkarpatien mit etwa 3000 Einwohnern (2001).
Das erstmals im 19. Jahrhundert schriftlich erwähnte Dorf (eine weitere Quelle nennt das Jahr 1810) liegt auf 509 m Höhe im Tal der Tereswa, einem Nebenfluss der Theiß, und wird von den Bergen der Waldkarpaten umrandet. Krasna befindet sich 47 km nordöstlich vom Rajonzentrum Tjatschiw und etwa 180 km südöstlich vom Oblastzentrum Uschhorod. Durch das Dorf verläuft die Territorialstraße T–07–28. Durch Krasna verlief die Waldbahn Tereswatal, die 1998 nach einem starken Hochwasser infolge schwerer Unwetter aufgegeben wurde.
Am 12. Juni 2020 wurde das Dorf ein Teil neu gegründeten Siedlungsgemeinde Dubowe im Rajon Tjatschiw; bis dahin bildete es die Landratsgemeinde Krasna (Краснянська сільська рада/Krasnjanska silska rada).
Im Dorf befindet sich die von 1861 bis 1879 erbaute Maria-Himmelfahrt-Kirche, ein Architekturdenkmal aus dem 19. Jahrhundert.

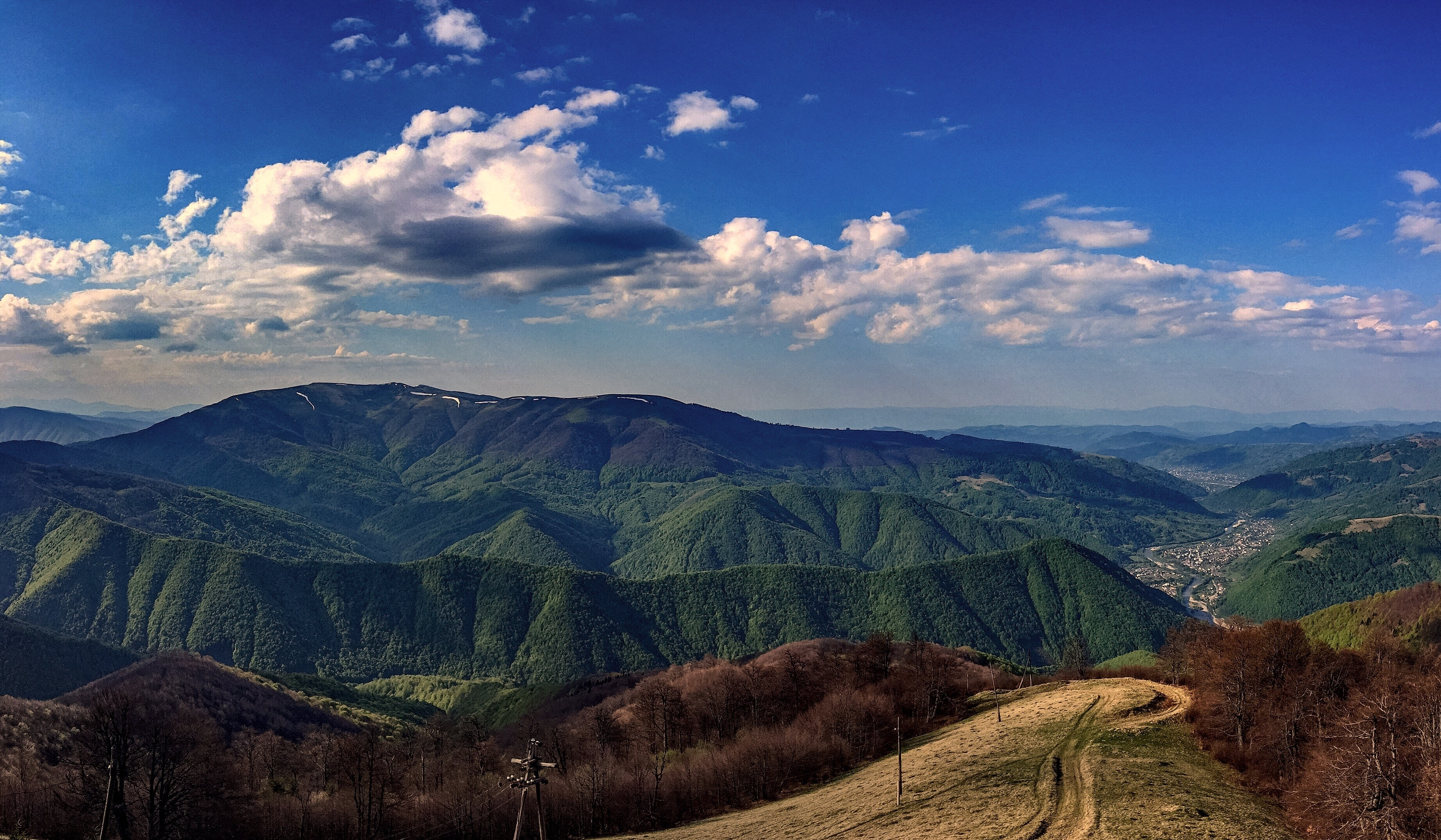
Blick auf Krasna
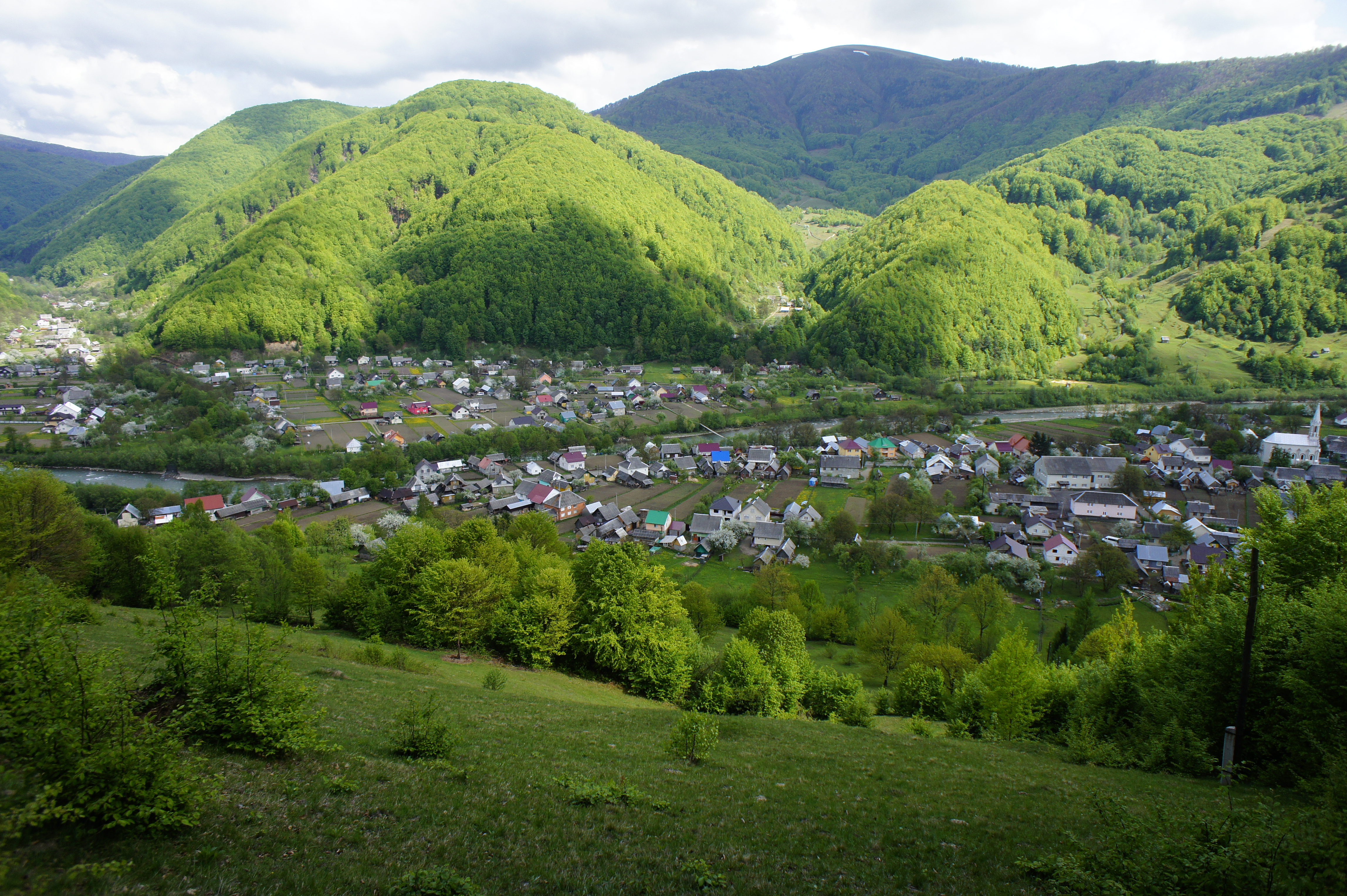
Dorfansicht
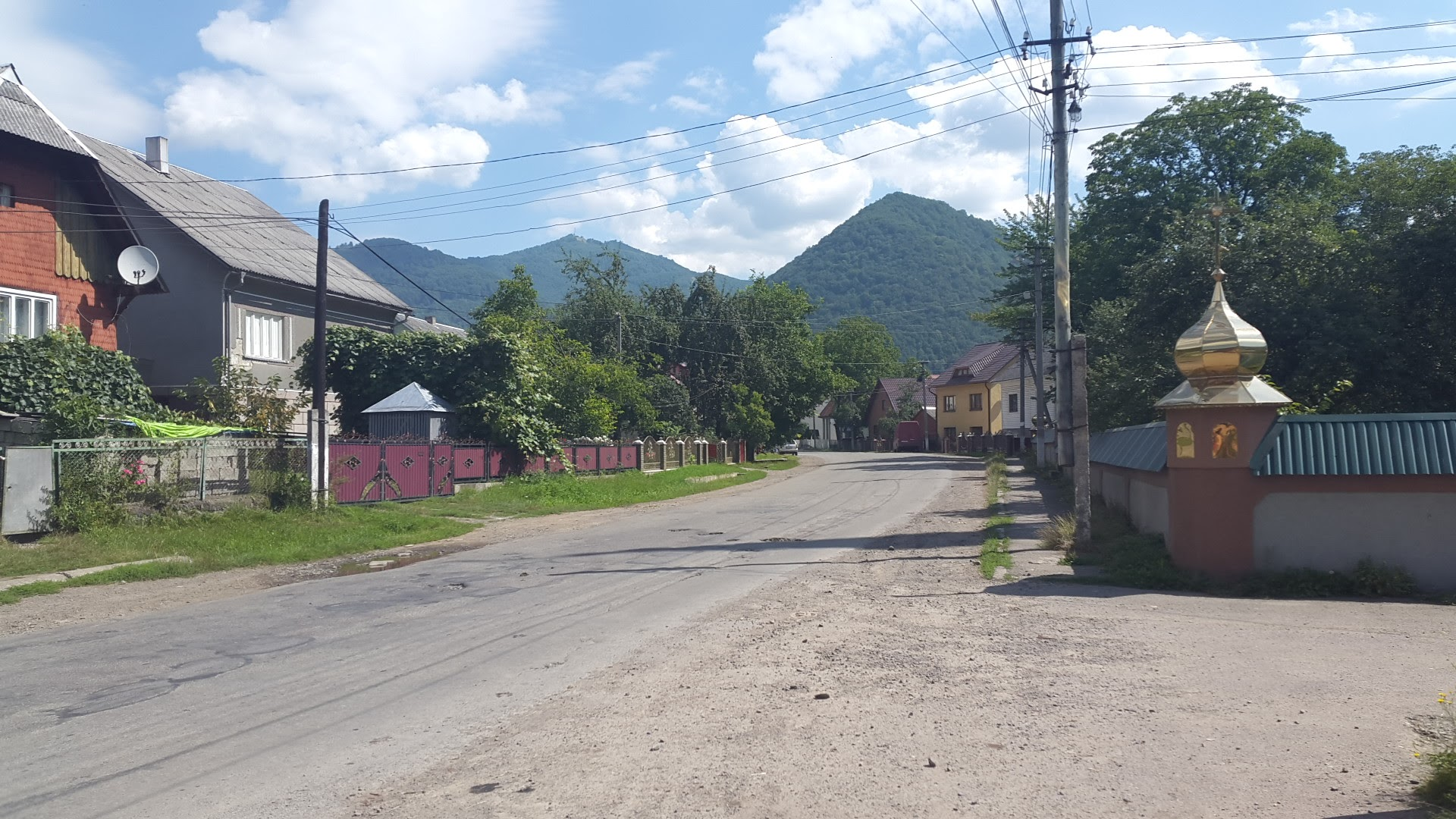
Straße im Dorf
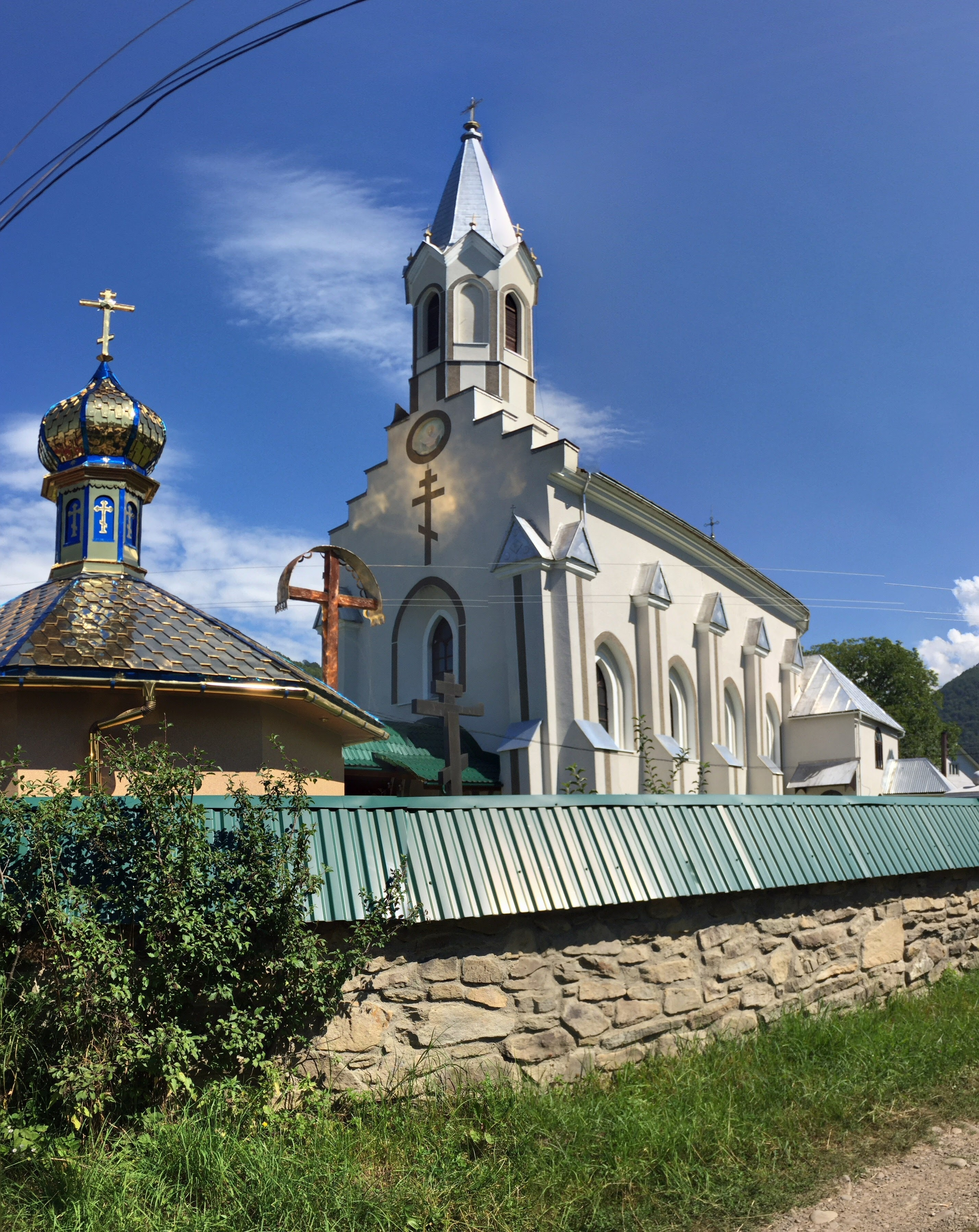
Maria-Himmelfahrt-Kirche in Krasna